# Жеан Карлос
Жеа́н Ка́рлос Са́лис Бенви́нду (порт.-браз. Jean Carlos Sales Bemvindo; 17 марта 1984, Салвадор, Баия) — бразильский футболист, нападающий клуба «Атлетико Итажаи».

## «Левски»
До перехода в «Левски» сменил большое количество бразильских команд. Прибыл в Болгарию 5 декабря 2007 года и на следующий день подписал трёхлетний контракт с «Левски» (София). Жеан дебютировал в составе команды в товарищеском матче против киевского «Динамо» 20 января 2008 года, проведя на поле 63 минуты; «Левски» потерпел поражение в том матче со счётом 1:2.
5 февраля 2008 года Жеан Карлос забил свой первый гол за «Левски» — на 62-й минуте матча против «Динамо» из Ческе-Будеёвице, принеся своей команде победу со счётом 1:0. Следующий гол забил в ворота бухарестского «Рапида» на 37-й минуте. Матч закончился со счётом 3:2 в пользу «Левски».
Свой первый официальный матч за «Левски» Жеан провёл 24 февраля в матче против «Черноморца» из Бургаса. Матч закончился победой «Левски» 2:1. Жеан забил в том матче один из голов софийского клуба, автором второго гола стал Даниел Боримиров.
Дебютировал на европейской арене 13 августа 2008 года в матче против БАТЭ, выйдя на замену в отборочном матче Лиги чемпионов.
Карлос был продан в пермский «Амкар» 6 февраля 2009 года.

## «Амкар»
Дебютировал в «Амкаре» 14 февраля в товарищеском матче против «Шинника», который закончился вничью, Жеан играл до 70-й минуты.
16 мая Жеан Карлос забил свой первый гол за «Амкар» в ворота казанского «Рубина», тот матч закончился со счётом 2:2.
Карлос стал вторым бразильцем в «Амкаре». Первым был перешедший в межсезонье-2009 Вильям.
Несмотря на частые попадания в основной состав, был выставлен на трансфер в конце 2009 года. Подготовку к сезону 2010 начал вместе с молодёжной командой.
После завершения аренды в «Шиннике» Жеан Карлос снова оказался в «Амкаре». Главный тренер пермяков Рашид Рахимов заявил, что Жеан Карлос является прекрасным футболистом, но его игра сильно зависит от его настроения. Рахимов сказал, что Карлос должен быть профессионалом, если хочет играть в «Амкаре».

## «Шинник»
13 февраля 2010 года заключил контракт с «Шинником», был отдан в аренду на полгода. Провёл за «Шинник» всего 9 матчей, из которых 8 в основе. Не забил ни одного гола. Затем получил травму и занимался по индивидуальной программе, наматывая круги на стадионе. Срок аренды истёк, когда Жеан Карлос ещё не набрал игровых кондиций.

## «Сеара»
20 августа 2010 года был отдан в аренду бразильскому клубу «Сеара» до конца сезона.

## Достижения
«Шапекоэнсе»:
- Чемпион штата Санта-Катарина: 2011
- Обладатель Кубка штата Санта-Катарина: 2006

«Фигейренсе»:
- Чемпион штата Санта-Катарина: 2006

«Левски»:
- Чемпион Болгарии: 2008/09

«Жоинвиль»
- Обладатель Кубка штата Санта-Катарина: 2012

«Итуано»:
- Чемпион штата Сан-Паулу: 2014

«Бруски»:
- Победитель Лиги Катариненсе B: 2015